# Superstar
《Superstar》是韩国男子团体東方神起在日本发行的第32张单曲。于2011年7月20日由avex trax公司发行。

## 概要
单曲分为「CD+DVD」「只CD」「7-Eleven盤」三种版本发行，距离上张单曲发行约半年，是组合2011年发行的第2张单曲。作为专辑《TONE》的先行单曲，单曲附属DVD中收录了B面曲《I Don't Know》的MV与MV的拍摄过程（只在初回限定盘中收录）。在静冈县热海市MOA美術館拍摄的主打曲《Superstar》的MV则收录于紧接发行的新专辑之中。
初回限定版本封入特典是封面大小的卡片（6种中随机封入1种）。“只CD”版本有12页豪华手册同捆封入。而7-Eleven盤中则收录了7-Eleven与组合合作的几则广告片段和广告的拍摄花絮。

## 收录歌曲

### CD
1. 《Superstar》[3:43]
  - 作詞：Luna, Lars Halvor Jensen, Johannes Joergensen, Drew Ryan Scott, Lindy Robbins、作曲：Lars Halvor Jensen, Johannes Joergensen, Drew Ryan Scott, Lindy Robbins、編曲：UTA for Tiny Voice Production
2. 《I Don't Know》 [3:28]
  - 作詞：Kim Boomin、日本語詞：Luna、作曲・編曲：Hitchhiker

组合在2012年发行的第6张韩语专辑《Catch Me》中有收录这首歌的韩语版本
3. 《Superstar》（-Summer Heat Remix-）
4. 《Superstar》（-Less Vocal-）
5. 《I Don't Know》（-Less Vocal-）

### CD+DVD
CD
1. 《Superstar》
2. 《I Don't Know》
3. 《Superstar》（-Less Vocal-）
4. 《I Don't Know》（-Less Vocal-）

DVD
1. 《I Don't Know》 -Video Clip-
2. 《I Don't Know》Off Shot Movie（只初回限定盤有收录）

### 7-Eleven盤
1. 《Superstar》
2. 《I Don't Know》